# Gypona glauca
Gypona glauca är en insektsart som beskrevs av Fabricius 1803. Gypona glauca ingår i släktet Gypona och familjen dvärgstritar. Inga underarter finns listade i Catalogue of Life.